# Mjerna jedinica
Mjerna jedinica je odabrana, dogovorena i objavljena poznata vrijednost mjerne (fizikalne) veličine s kojom se pri mjerenju uspoređuju sve druge istovrsne veličine. Vrijednosti, nazivi, znakovi i uporaba mjernih jedinica danas su određeni međunarodnim dogovorima, na kojima se temelje norme i mjeriteljski zakoni pojedinih zemalja. Mjerne se jedinice opisuju definicijom, nazivom i znakom. Posebno određene mjerne jedinice koje sudjeluju u izvođenju ostalih mjernih jedinica nekoga mjernog sustava nazivaju se osnovnim jedinicama. Neke su osnovne mjerne jedinice određene utjelovljenim pramjerama ili etalonima (na primjer kilogram), neke postupcima ostvarenja (na primjer metar, sekunda), a ostale se izvode iz drugih, već određenih jedinica. Mjerne jedinice nazvane su većinom prema prezimenima znamenitih znanstvenika, neke prema grčkim, latinskim i arapskim nazivima, a samo ih nekoliko ima tradicijski naziv. Znakovi mjernih jedinica većinom su početno slovo ili početna slova njihovih naziva, a samo je nekoliko tradicijskih znakova (podignuti kružići, podignute crtice i drugo), na primjer amper (znak A), njutn (N), tesla (T), vat (W), veber (Wb), volt (V), litra (L ili l), luks (lx), metar (m), (vremenska) sekunda (s), (kutni) stupanj (°), Celzijev stupanj (°C) i drugo. Nazive i znakove imaju samo osnovne jedinice SI te ograničen broj izvedenih jedinica SI i iznimno dopuštenih jedinica izvan SI. Većina izvedenih jedinica nema posebne nazive i znakove, nego se nazivaju i označavaju prema jedinicama od kojih su sastavljene, na primjer jedinica brzine metar u sekundi (m/s), jedinica volumnog protoka kubni metar u sekundi (m³/s), jedinica energije kilovatsat (kWh) i drugo.

## Zakonite mjerne jedinice
Zakonite mjerne jedinice su mjerne jedinice propisane zakonima ili kojim drugim zakonskim dokumentima. Zbog osobite važnosti mjerenja u organiziranome ljudskom društvu, već su prve države propisivale mjerne jedinice, a njihove su se pramjere izlagale na javnim mjestima. Danas je u većini zemalja, na temelju međunarodnih dogovora i normi, zakonito samo 5 skupina mjernih jedinica: jedinice Međunarodnoga sustava (jedinice SI), decimalne jedinice od jedinica SI, iznimno dopuštene jedinice izvan SI, decimalne jedinice od nekih iznimno dopuštenih jedinica, te od svih njih složene mjerne jedinice. Samo se poneka mjerna jedinica izvan tih skupina iznimno dopušta za uporabu u posebnim područjima ili okolnostima (na primjer u pomorskom i zračnom prometu i međunarodnoj trgovini). U zemljama engleskoga govornoga područja još su u uporabi tradicijske angloameričke jedinice ili anglosaksonske mjere. U Republici Hrvatskoj mjerne jedinice su određene Zakonom o mjernim jedinicama i Hrvatskim normama (HRN ISO 1000 i niz HRN ISO 31), a primjenjuju se mjerne jedinice iz Međunarodnog sustava jedinica (SI), decimalne jedinice, iznimno dopuštene jedinice izvan SI i složene mjerne jedinice.

## Složene mjerne jedinice
Složene mjerne jedinice su jedinice sastavljene od jedinica različitih skupina. Tako je jedinica koja se rabi za izražavanje brzine vozila kilometar na sat (znak km/h) sastavljena od decimalne jedinice od metra i iznimno dopuštene jedinice sat.

## Stare mjerne jedinice
Stare mjerne jedinice su pojedinačne jedinice ili njihove skupine koje su se rabile u različitim razdobljima, na različitim mjestima i u različite svrhe, pa se nalaze u povijesnim dokumentima, pisanoj i usmenoj književnosti, a utjelovljene su u starim mjerama, uporabnim predmetima, građevinama i slično. Mnoge su stare mjerne jedinice napuštene uvođenjem Metarskoga sustava (Metarska konvencija) u drugoj polovici 19. stoljeća (na primjer hvat, lakat, palac, unca i drugo), te konačno uvođenjem Međunarodnoga sustava jedinica u drugoj polovici 20. stoljeća (na primjer standardna atmosfera, kilopond, konjska snaga, mikron i drugo).

## Mjerna veličina
Mjerna veličina ili fizikalna veličina je objektivno svojstvo materijalnog svijeta (tvari, tijela, stanja i pojava) koje se može kvalitativno razlikovati i kvantitativno odrediti (mjeriti). Prema međunarodnim i hrvatskim normama mjernim veličinama su određeni nazivi i znakovi (kosa slova latinične abecede ili grčkog alfabeta). Za svaku je mjernu veličinu određen po jedan znak, iznimno po nekoliko, na primjer duljina (znakovi l, a, b, d i drugo), masa (m), vrijeme (t, T), kut (α, β, φ i drugo), sila (F), električni napon (U). Mjerne veličine koje se međusobno razlikuju samo po vrijednosti istovrsne su veličine, a postupak njihova uspoređivanja naziva se mjerenjem. Odabrana vrijednost s kojom se uspoređuju sve istovrsne veličine naziva se mjernom jedinicom. Vrijednost se mjerne veličine iskazuje brojčanom vrijednošću i mjernom jedinicom, na primjer masa je pet kilograma (znakovima: m = 5 kg), ili masa u kilogramima je pet (znakovima m/kg = 5). Mjerna veličina ili fizikalna veličina Izražava se kao umnožak brojevne vrijednosti {M} i mjerne jedinice [M]:
{\displaystyle M=\{M\}\;[M]}
Primjer:
Električni napon {\displaystyle U=\{U\}\;[U]=20\;\mathrm {V} }
{U} = 20 (brojevna vrijednost napona je 20)
[U] = V (mjerna jedinica napona je volt)